# Municipio de Salem (condado de Jefferson)
El municipio de Salem (en inglés: Salem Township) es un municipio ubicado en el condado de Jefferson en el estado estadounidense de Ohio. En el año 2010 tenía una población de 3148 habitantes y una densidad poblacional de 33,23 personas por km².

## Geografía
El municipio de Salem se encuentra ubicado en las coordenadas 40°25′45″N 80°48′16″O / 40.42917, -80.80444. Según la Oficina del Censo de los Estados Unidos, el municipio tiene una superficie total de 94.74 km², de la cual 94,57 km² corresponden a tierra firme y (0,18 %) 0,17 km² es agua.

## Demografía
Según el censo de 2010, había 3148 personas residiendo en el municipio de Salem. La densidad de población era de 33,23 hab./km². De los 3148 habitantes, el municipio de Salem estaba compuesto por el 98,86 % blancos, el 0,16 % eran afroamericanos, el 0,13 % eran amerindios, el 0,51 % eran asiáticos, el 0,03 % eran de otras razas y el 0,32 % eran de una mezcla de razas. Del total de la población el 0,6 % eran hispanos o latinos de cualquier raza.